# Langsdorfia adornata
Langsdorfia adornata är en fjärilsart som beskrevs av Paul Dognin 1889. Langsdorfia adornata ingår i släktet Langsdorfia och familjen träfjärilar. Inga underarter finns listade i Catalogue of Life.